# Елегест
Елегест (тув. Элегес) — річка в Республіці Тива (Росія), ліва притока Єнісею.

## Географія
Довжина 177 км, площа басейну 4810 км². Має численні притоки, які беруть свій початок на північних схилах хребта Західного Танну-Ула. Режим річок визначається континентальністю клімату та їх гірським характером. Основну масу води річки отримують за рахунок весняно-літнього танення снігів у середньо-гірському поясі а також за рахунок танення вічної мерзлоти і літніх опадів, які в окремі роки викликають паводки.

## Притоки
Найбільші притоки:
| Впадають річки           | Км від витоку |
| ------------------------ | ------------- |
| Кара-Суг                 | 58            |
| Он-Кажаа                 | 68            |
| Чумуртук                 | 71            |
| Балхаштик (струмок)      | 81            |
| Унгеш                    | 84            |
| Азік (струмок)           | 85            |
| Сорок (струмок)          | 87            |
| Улуг-Сайлиг              | 95            |
| річка без назви          | 101           |
| Паянтала                 | 103           |
| Хендерге (Хендерге-Бажи) | 111           |
| Мог-Ой (струмок)         | 132           |
| річка без назви          | 140           |
| річка без назви          | 148           |
| Ажик (струмок)           | 160           |

## Русло
Ширина русла річки змінюється від 0,5 до 35 м, глибина від 0,5 до 1,5 м, швидкість течії змінюється від 0,6 до 1,8 м/с. Ґрунт у руслі кам'янисто-гальковий.

## Фауна
У річці водяться щука, окунь, йорж, пічкур, минь, плітка.